# باينايلا دي لوس بارويكس
بلدية باينايلا دي لوس بارويكس (بالإسبانية: Pinilla de los Barruecos)‏، هي إحدى بلديات مقاطعة برغش، التي تقع في منطقة قشتالة وليون، والتي تقع في شمال غرب إسبانيا.
يبلغ عدد سكانها 142 نسمة وفقاً لإحصائية سنة (2002).

## أعلام
- ألفارو أنتون